# كريستيان سمير مارتينيز
كريستيان سمير مارتينيز (بالإسبانية: Christian Samir Martínez)‏ (8 سبتمبر 1990 بلا سيبا في هندوراس - ) هو مدرب كرة قدم ولاعب كرة قدم هندوراسي في مركز الهجوم. شارك مع منتخب هندوراس تحت 17 سنة لكرة القدم ومنتخب هندوراس تحت 20 سنة لكرة القدم ومنتخب هندوراس لكرة القدم. أما مع النوادي، فقد لعب مع بنيارول وريال إسبانيا ونادي ماراثون ونادي موتاجوا ‏ وسنترال إسبانيول ونادي بيدا ونادي سيرو.

## وصلات خارجية
- كريستيان سمير مارتينيز على موقع الاتحاد الدولي (مؤرشف)  (الإنجليزية)
- كريستيان سمير مارتينيز على موقع قاعدة بيانات كرة القدم.إي يو (الإنجليزية)
- كريستيان سمير مارتينيز على موقع ناشيونال فوتبول تيمز (الإنجليزية)
- كريستيان سمير مارتينيز على موقع Soccerway.com (الإنجليزية)